# Corydoras weitzmani
 Corydoras weitzmani és una espècie de peix de la família dels cal·líctids i de l'ordre dels siluriformes.

## Distribució geogràfica
Es troba a Sud-amèrica: conca occidental del riu Amazones.